# Porton
Porton är en by i distriktet Wiltshire i grevskapet Wiltshire i England. Byn är belägen 9 km från Salisbury. Orten hade 893 invånare år 2018. Byn nämns i Domesday Book år 1086 och kallades då Po(e)rtone.